# انجمن حقوق بین‌الملل آمریکا

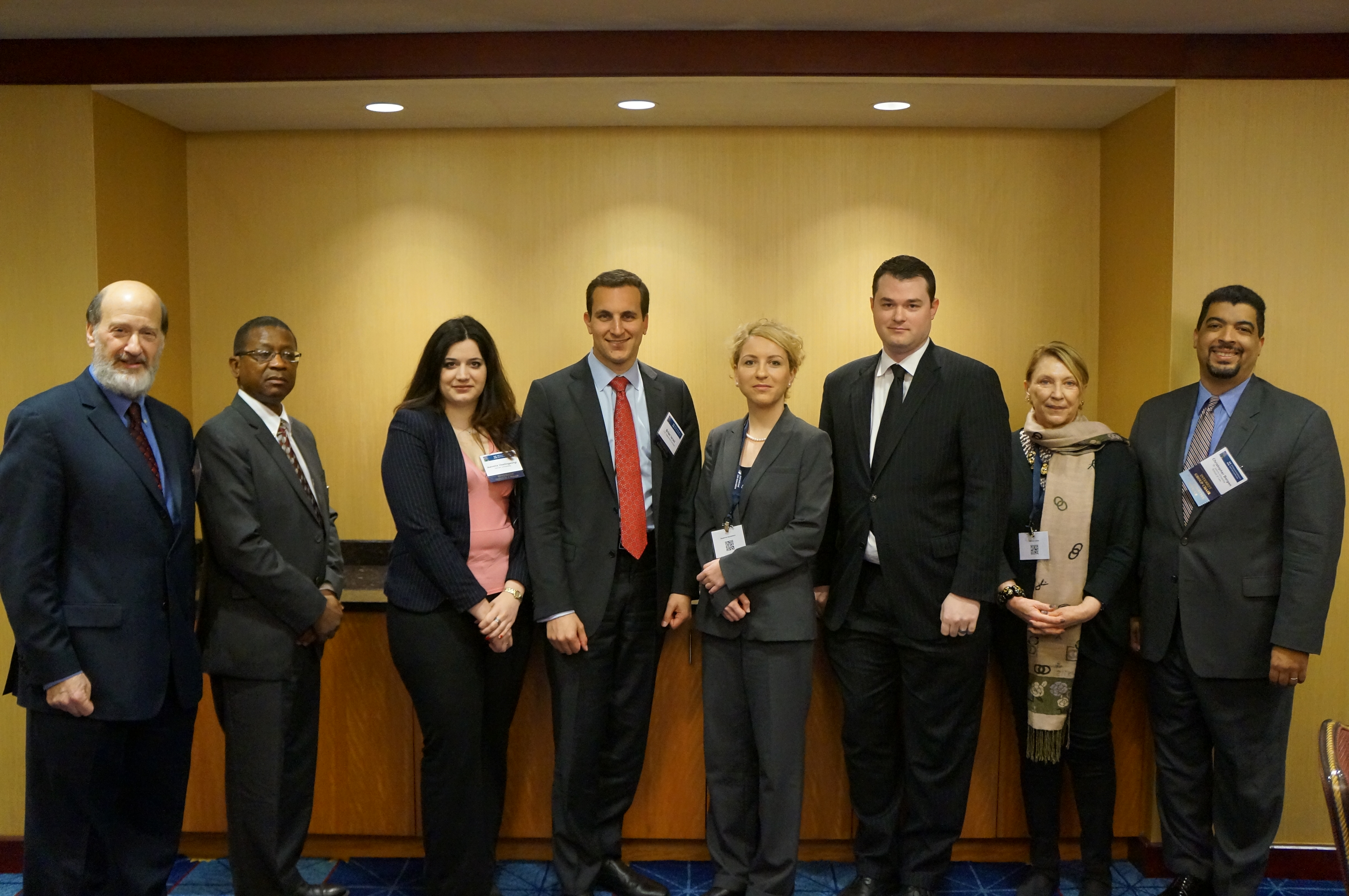
برخی از اعضا انجمن حقوق بین‌الملل آمریکا (ASIL)

انجمن حقوق بین‌الملل آمریکا (ASIL)، (به انگلیسی: American Society of International Law) که در سال ۱۹۰۶ تأسیس شد، توسط کنگره ایالات متحده آمریکا در سال ۱۹۵۰ مأمور شد تا مطالعه حقوق بین‌الملل برای برقراری و حفظ روابط بین‌الملل را بر اساس قانون و عدالت را ترویج کند،ASIL وضعیت مشورتی دسته دوم را در شورای اقتصادی و اجتماعی سازمان ملل متحد دارد، و یک انجمن تشکیل دهنده شورای انجمن‌های آمریکا است. مقر آن در واشینگتن دی سی است. از جمله انتشارات انجمن می‌توان به مجله آمریکایی حقوق بین‌الملل (چهار بار در سال)، مطالب حقوقی بین‌المللی، مجله حقوق بین‌الملل، و مجموعه مقالات سالانه اشاره کرد.